# هایتستون، نیوجرسی
هایتستون (به انگلیسی: Hightstown) شهری در ایالت نیوجرسی کشور ایالات متحده آمریکا است که جمعیت آن در سرشماری سال ۲۰۱۰ میلادی، ۵٬۴۹۴ نفر بوده‌است.